# Soucek-Rössner-Verschwörung
Die Soucek-Rössner-Verschwörung war der erste prominente Fall nationalsozialistischer Wiederbetätigung in Österreich nach dem Zweiten Weltkrieg. Um den Grazer Kaufmann Theodor Soucek und den früheren Wiener NS-Funktionär Hugo Rössner hatte sich in den ersten Nachkriegsjahren eine Untergrundorganisation gebildet, die Fluchthilfe für Nationalsozialisten leistete und sich durch Schleichhandel und Schiebergeschäfte finanzierte. Die Organisation wurde im November 1947 zerschlagen und die Verantwortlichen in Graz vor das Volksgericht gestellt.

## Hintergrund
Im Spätherbst 1946 fand in einer Hütte in den oberösterreichischen Alpen ein Treffen statt, bei dem die Gründung eines „Ordens“ beraten wurde, der die Ideologie des Nationalsozialismus weiterführen sollte. Anwesend waren Rössner – ehemaliger Gau-Schulungsleiter der NSDAP in Wien und Werwolf-Beauftragter –, der frühere Offizier der Waffen-SS Friedrich Schiller und die früheren HJ-Mitglieder Johann Balzer und Amon Göth (nicht zu verwechseln mit dem KZ-Kommandanten gleichen Namens). Im Juni 1947 fand in Salzburg ein Treffen in größerem Rahmen statt, bei dem die Einzelheiten der Gründung des Ordens besprochen wurden. Auch existierten bereits Verbindungen in die Steiermark und andere Bundesländer sowie nach Südtirol. Aus der Schweiz wurde Saccharin nach Österreich geschmuggelt und auf dem Schwarzmarkt verkauft.
Unabhängig davon hatte der Grazer Metallwarenhändler und ehemalige Waffen-SS-Offizier Theodor Soucek eine ähnliche Gruppe aufgebaut, die er als bewaffnete Kampftruppe konzipiert hatte, die im Falle eines Krieges zwischen der Sowjetunion und den Westmächten einen Guerilla-Krieg führen sollte. Zur Finanzierung seiner Tätigkeit ließ Soucek seine Leute in das Arbeitsamt Graz einbrechen, dort wertvolle Geräte und Ausweispapiere stehlen, die verkauft und an Gesinnungsfreunde vergeben werden sollten. Unter anderem verschaffte Souceks Gruppe dem früheren steirischen Gauleiter Siegfried Uiberreither einen falschen Ausweis und plante die Befreiung von Gefangenen aus dem Lager Wolfsberg.
Rivalitäten zwischen Soucek und Rössner, die sich nicht darüber einigen konnten, wer als zukünftiger „Führer“ fungieren sollte, führten dazu, dass Rössner in der US-amerikanischen und Soucek in der britischen Besatzungszone tätig wurde und eine gemeinsame Organisation nur in Ansätzen zustande kam.

## Verhaftungen
Nach monatelanger Überwachung wurden die Verantwortlichen Anfang November 1947 verhaftet. Führend in Souceks Organisation war auch der erblindete Grazer Arzt Franz Klinger involviert. Insgesamt wurden über 200 Personen im Zusammenhang mit diesem Fall nationalsozialistischer Wiederbetätigung verhaftet; unter ihnen der Verleger Leopold Stocker, der plante, eine neue politische Partei zu gründen. Auch die Heimkehrerbetreuungs-Referenten von ÖVP und SPÖ, Major Ernst Strachwitz und Hauptmann Otto Rösch wurden inhaftiert. Strachwitz wurde vorgeworfen, als Leiter der „Heimkehrer-Hilfs- und Betreuungsstelle“ in Graz neonazistische Aktivitäten zumindest geduldet zu haben; Rösch wurde von mehreren Zeugen als Chef des Nachrichtendienstes der Soucek-Gruppe identifiziert. In seinem Besitz wurde ein Koffer mit gefälschten Ausweispapieren und Stempeln gefunden. Das Verfahren gegen Strachwitz wurde eingestellt, Rösch wurde 1949 aus Mangel an Beweisen freigesprochen.

## Prozess und Urteile
Im Jänner 1948 wurden die beiden Ermittlungsverfahren gegen die Soucek- und die Rössner-Gruppe beim Volksgericht zusammengeführt, am 31. März begann der Prozess gegen Soucek, Rössner, Klinger, Göth, Schiller und Anton Sehnert, einen Südtiroler Schmuggler. Die Angeklagten versuchten, ihren Aktivitäten einen humanitären Anstrich zu geben; sie hätten lediglich politisch Verfolgten geholfen. Das Urteil wurde am 15. Mai 1948 verkündet: Soucek, Rössner und Göth wurden zum Tod durch den Strang verurteilt, Klinger zu 20 Jahren Haft, Sehnert zu 18 und Schiller zu zehn Jahren Kerker. In der über 500 Seiten starken Urteilsbegründung nannten die Richter Soucek einen „politischen Fanatiker, der in der Wahl seiner Mittel nicht wählerisch, im Glauben an die Durchsetzung seiner Ziele sich auch der verruchtesten Methoden bedient und aus diesem Grunde in seiner Persönlichkeit nicht nur sehr ernst zu nehmen ist, sondern einen besonderen Gefahrenkomplex verwirklicht.“ Bei Klinger, der alle Anschuldigungen hartnäckig leugnete, kam als Milderungsgrund seine vollständige Erblindung zum Tragen. Rössner, der vor Gericht einen eher weltfremden Eindruck machte, legte ein Teilgeständnis ab.
Bundespräsident Karl Renner hob im Juni 1949 die verhängten Todesstrafen auf, um die Verurteilten nicht zu Märtyrern der nationalsozialistischen Sache zu machen, Souceks Strafe wurde zu lebenslänglichem Kerker umgewandelt, Rössners zu 20 Jahren, Göths zu 15 Jahren. Am 22. August 1952 wurden fünf der Verurteilten begnadigt und freigelassen (Klinger war bereits im Februar 1951 enthaftet worden). Theodor Soucek war in den Folgejahren weiterhin im neonazistischen Spektrum aktiv.